# Pêche à la traîne
Pour les articles homonymes, voir Pêche et Teaser.

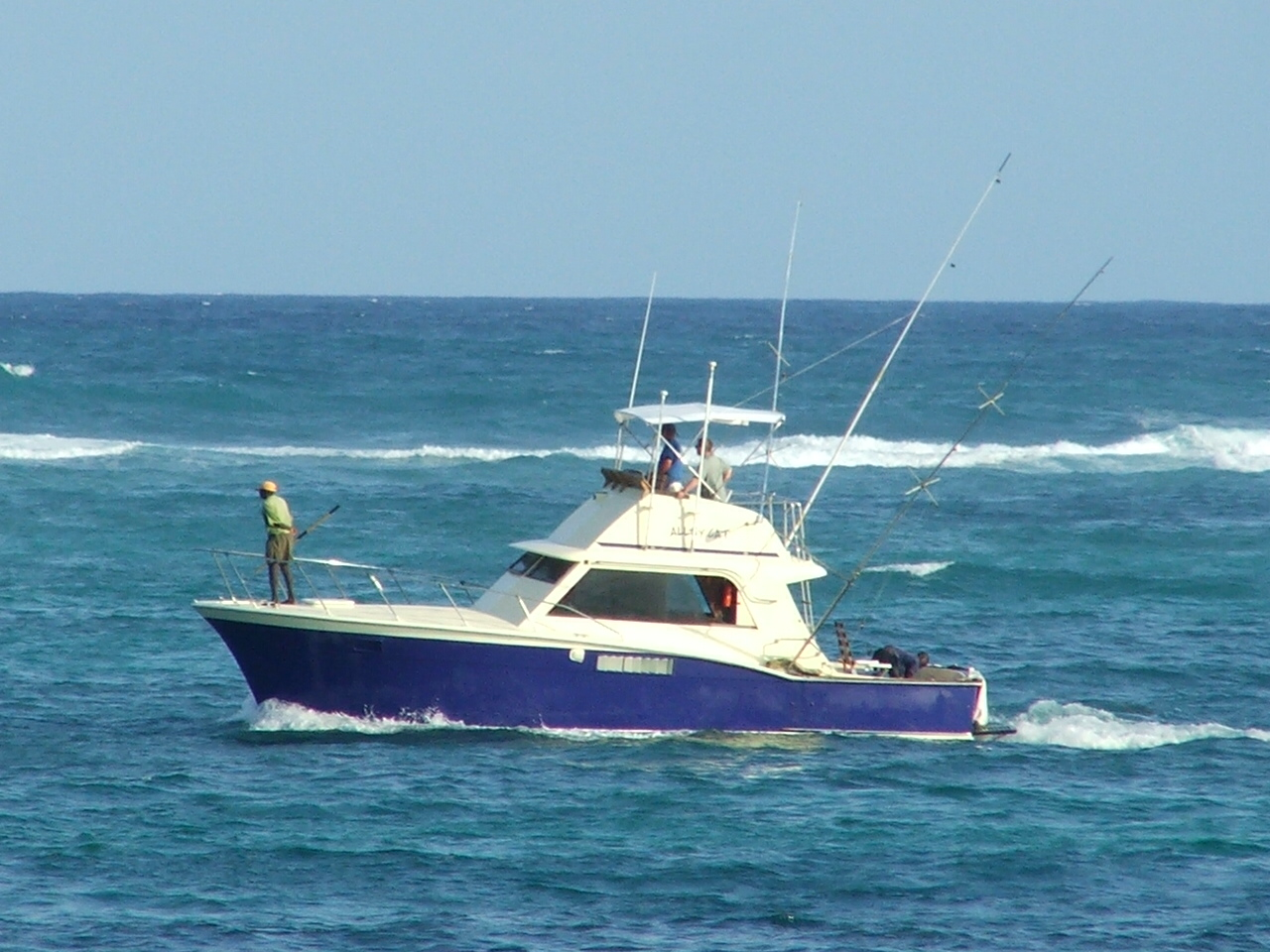
Bateau de pêche sportive à la traîne.

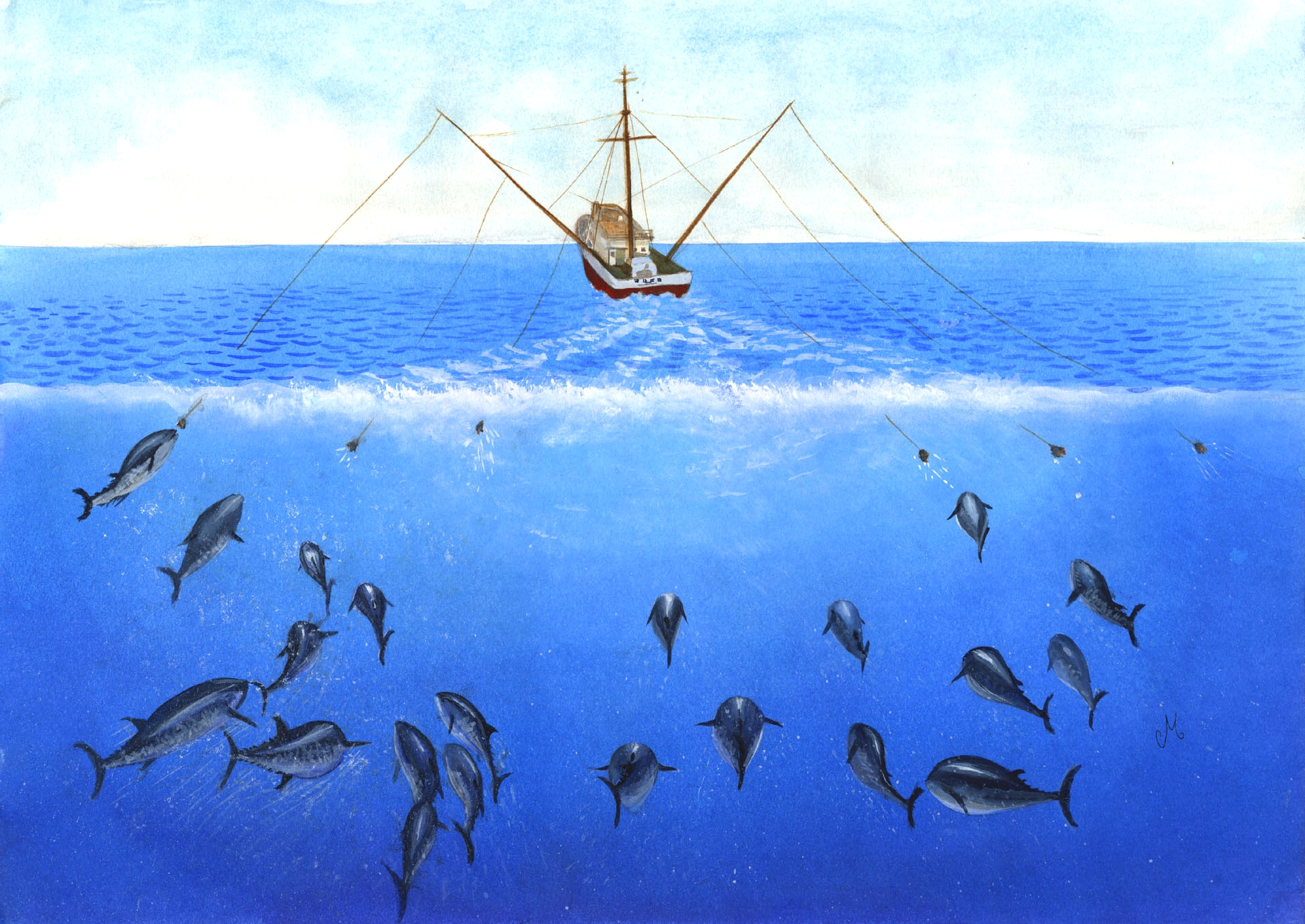
Pêche à la traîne (vision d'artiste).

La pêche à la traîne est une technique de pêche pratiquée aussi bien en mer qu'en eau douce. Elle consiste à laisser traîner un appât, leurre ou vif, derrière un bateau en mouvement, à une vitesse lente ou moyenne, dans les alentours de 3 à 5 nœuds, et jusqu'à 10 nœuds. Elle se pratique parfois à l'aide d'un écho-sondeur pour suivre les structures et déterminer les endroits les plus propices. 

## Matériel
La traîne légère peut s'effectuer avec un simple rouleau, en tenant la ligne à la main avec des gants. Plus généralement, elle se pratique à l'aide de cannes monobrin ou à deux brins, en fibre de verre ou en carbone, dotées d'anneaux en céramique ou à poulie. Ces cannes ont des capacités de 4,5 à 14 kg (10 à 30 lb) pour la traîne légère, et de 23 à 59 kg (50 à 130 lb) pour la traîne lourde. Pour la traîne légère les moulinets sont à tambour fixe ou à tambour tournant, contenance 300 à 500 mètres de fil d'une résistance de 4,5 à 14 kg (10 à 30 lb). Pour la traîne lourde les moulinets sont essentiellement à tambour tournant puissance 6/0 à 12/0 (23 à 59 kg ou 50 à 130 lb), contenance 500 à 800 m de 23 à 59 kg (50 à 130 lb).
Plusieurs accessoires de pêche à la traîne existent :
- La bulle : cet accessoire plus fréquent en pêche au lancé peut aussi servir à maintenir le leurre en surface, et crée une gerbe d'eau en avant du leurre, attirant les prédateurs. Si la bulle est remplie d'eau, elle permet de maintenir le leurre à quelques dizaines de centimètres sous la surface ;
- Le downrigger : boulet de plusieurs kilos à laquelle on fixe la ligne. Cette technique permet d'atteindre de grande profondeur ;
- Le dériveur de surface : flotteur avec des guides qui permet d'entraîner la ligne en dehors du sillage du bateau, pratique pour les eaux peu profondes et ainsi éviter d'effrayer le poisson ;
- La plaque de plongée : plaque qui fait descendre la ligne très profondément. La précision n'est pas aussi grande qu'avec le downrigger, elle requiert un équipement lourd ;
- Le marcheur de fond : permet d'atteindre des profondeurs intermédiaire mais surtout de s'assurer qu'on est directement au fond.

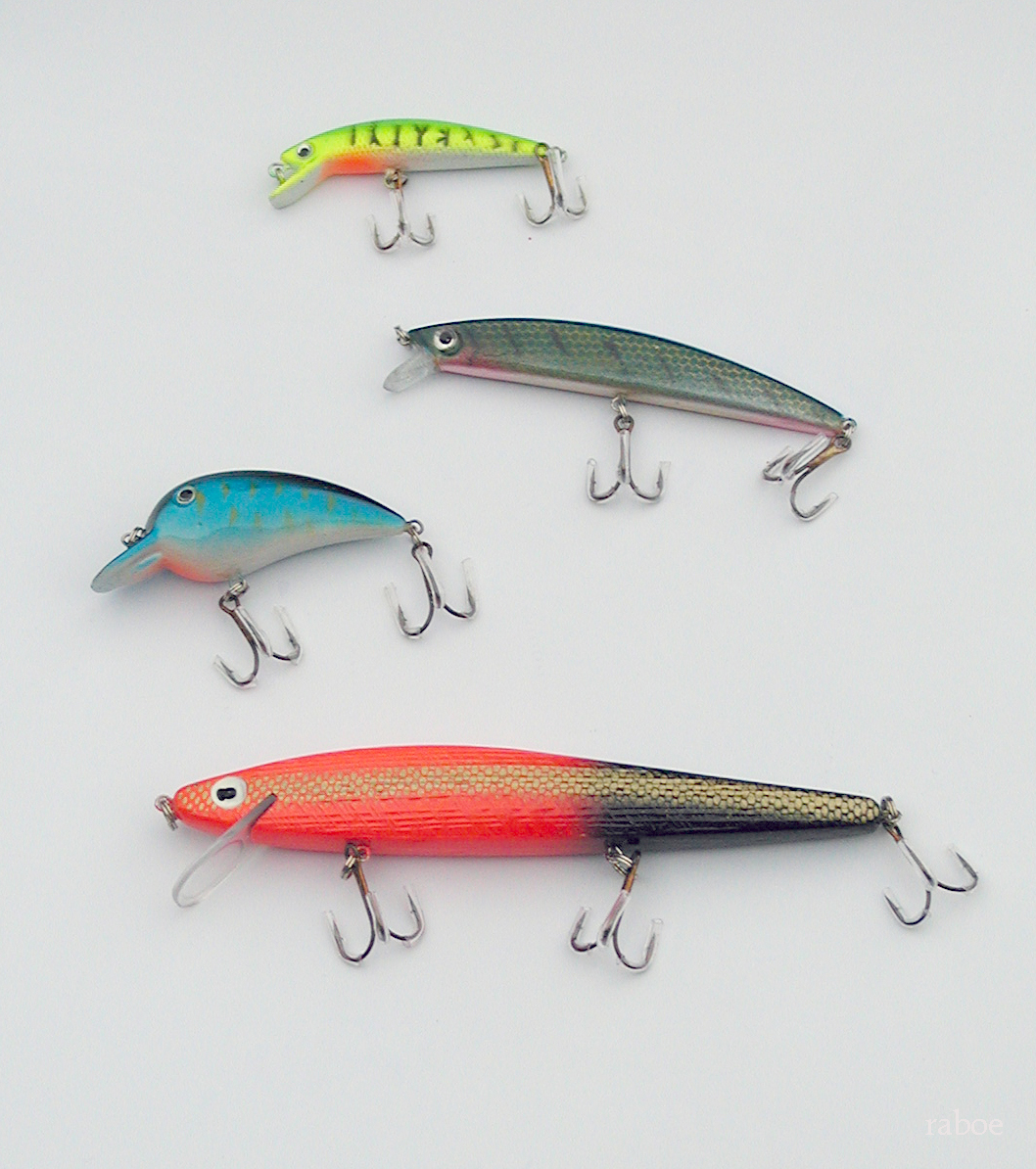
Différents types de leurres.

Les leurres sont variés, et dépendent du type de capture recherchée, des types d'alevins présent à cette période dans les eaux, et de la lumière. Les plus couramment utilisés sont :
- Les leurres de type « rapala » ayant la forme de poissons nageurs ;
- Les cuillères ;
- Les leurres souples en plastique en forme de pieuvres. Pour la traîne lourde, il peut s'agir de jupes montées sur une tête plombée, d'une longueur totale de 20 à 40 cm ;
- Les leurres en plumes ;
- Une bonite entière ou coupée, pour la pêche à l'espadon ;
- Les espadons peuvent être capturés à l'aide de simples leurres en corde effilochée, sans hameçons : les fils de corde s'accrochent sur le rostre de l'espadon. Ce type de pêche est pratiqué dans certaines régions de Madagascar[1].

## Technique de pêche
La pêche à la traîne légère et côtière permet la capture de pièces de tailles moyennes, très variées : 
- En eaux tropicales : mérous, carangues, barracuda, thazards, thons et bonites, etc. ;
- En eaux tempérées : maquereau, bar, liche, merlan, etc..

La pêche à la traîne est aussi la principale technique utilisée dans la pêche « au gros », on la désigne parfois sous le vocable de « traîne lourde », et permet la capture d'espadons, thons et mahi-mahi, etc.. Dans ce type de pêche en mer, plusieurs lignes sont traînées, certaines portant des leurres sans hameçon (appelés « teaser »), servant uniquement à attirer les gros prédateurs comme les espadons. Le frein du moulinet est légèrement desserré, afin de le laisser dévider la ligne très bruyamment en cas de touche. La vitesse du bateau permet de ferrer le poisson, et le régime du moteur est alors ralenti, pour éviter un décrochage ou une rupture de la ligne, mais maintenue à une vitesse suffisante pour conserver une tension sur la ligne et éviter un décrochage. La ligne est ramenée par le pêcheur qui mouline en effectuant une série de pompages. Ce type de pêche peut durer plusieurs heures.